# Tătaru (okręg Braiła)
Tătaru – wieś w Rumunii, w okręgu Braiła, w gminie Dudești. W 2011 roku liczyła 1956 mieszkańców.